# LADA
LADA is een vorm van diabetes mellitus. Het begrip is een internationaal gebruikt acroniem van het Engelse latent autoimmune diabetes of adults (latente of sluimerende auto-immune diabetes bij volwassenen).

## Voorgeschiedenis
Vroeger werden diabetespatiënten geclassificeerd op basis van hun symptomen in: 
- type 1 (insulineafhankelijk)
- type 2 (niet-insulineafhankelijk)

Bij type 1 functioneert de alvleesklier niet of onvoldoende en wordt er geen of te weinig insuline geproduceerd. Dit wordt medisch aangeduid als insulinedeficiëntie. Aan type 1-diabetes, dat vaak al op jonge leeftijd wordt gediagnosticeerd, ligt meestal een auto-immuunafwijking ten grondslag. De insulineproducerende β-cellen in de alvleesklier worden door antistoffen vernietigd (zie ook Eilandjes van Langerhans). In het bloed van type 1-diabetespatiënten worden deze antistoffen (zogenaamde anti-GAD) tegen deze β-cellen aangetroffen.
Bij type 2-patiënten is de werking van insuline, dat de opname van glucose in de lichaamscellen reguleert, verminderd (insulineresistentie). Soms is er ook sprake van onvoldoende insulineproductie. De oorzaak van type 2-diabetes, die zich vaak pas op latere leeftijd manifesteert (en daarom ook wel ouderdomsdiabetes wordt genoemd), is nog onvoldoende bekend. Wel acht men bewezen dat ongezonde leefgewoonten, met name een verkeerd voedingspatroon, te weinig lichamelijke beweging en roken, een verhoogd risico op dit type diabetes met zich meebrengen.

## Voortschrijdend inzicht
Eind jaren negentig van de twintigste eeuw publiceerde de toonaangevende American Diabetes Association (ADA) een onderzoek van Amerikaanse, Australische en Finse wetenschappers, waarin werd vastgesteld dat er ook een tussenvorm van type 1- en type 2-diabetes bestaat. Bij deze tussenvorm worden er, net als bij DM-type 1, antistoffen tegen β-cellen in het bloed aangetroffen, maar duiden de symptomen en het feit dat de ziekte zich pas op latere leeftijd ontwikkelt meer op DM-type 2.
Door deze ontdekking kwam men tot de conclusie dat de gebruikelijke classificatie in slechts 2 typen op basis van symptomen niet meer voldeed. De gevonden 'tussenvorm' wordt soms aangeduid als type 1.5 of 1½, maar meer algemeen als LADA. Inmiddels zijn ook andere diabetestypen beschreven en wordt hiernaar nader onderzoek verricht. Er is nog geen eenduidige internationaal erkende nieuwe classificatie van de diverse diabetestypen.

## Diagnose en behandeling
Bij het vermoeden van LADA bij een diabetespatiënt kan met klinisch onderzoek een diagnose gesteld worden. Niet alle wetenschappers en medici vinden deze diagnosebepaling voldoende betrouwbaar of zelfs nuttig. Wel is aangetoond dat LADA zich aanvankelijk langzaam ontwikkelt, maar nadat de algemene diagnose 'diabetes' is vastgesteld, ziet men vaak een progressieve ontwikkeling, waarbij insulinetherapie eerder dan bij type 2-patiënten gewenst of noodzakelijk blijkt. Diabetes, ook LADA, is niet te genezen. In Nederland wordt LADA in het algemeen behandeld als type 2, dat wil zeggen dat men eerst zal proberen met meer bewegen, een beter voedingspatroon en eventueel orale medicatie de glucosewaarden te normaliseren.